# حشره‌خوار نیمبا
 حشره‌خوار نیمبا (نام علمی: Crocidura nimbae) نام یک گونه از سرده حشره‌خوارهای دندان‌سفید است.